# Александровск (Пермски край)
Александровск (на руски: Александровск) е град, административен център на Александровски район, Пермски край. Населението му към 1 януари 2018 година е 12 562 души.